# Piero Rollo
Piero Rollo (* 9. Februar 1927 in Cagliari, Sardinien; † 2. Juni 2001) war ein italienischer Boxer. Er war Europameister der Berufsboxer im Bantamgewicht.

## Werdegang
Piero Rollo lebte in Cagliari auf Sardinien und begann dort als Jugendlicher mit dem Boxen. Er war ein sehr kampfstarker und athletisch hervorragend ausgebildeter Boxer. 1950 wurde er Berufsboxer und bestritt bis zu seinem Karriereende insgesamt 81 Kämpfe. Zu seiner Zeit gab es in Italien viele hervorragende Berufsboxer, die in seiner Gewichtsklasse kämpften. Trotzdem schaffte es Piero Rolli in seiner Laufbahn italienischer Meister und Europameister zu werden. Sein Versuch 1961 in Rio de Janeiro im Kampf gegen den brasilianischen Titelhalter Éder Jofre auch Weltmeister zu werden, gelang jedoch nicht, weil ihn der Ringrichter in der 9. Runde verteidigungsunfähig aus dem Ring nehmen musste. Legendär sind auch seine Kämpfe gegen seinen Landsmann Mario D’Agata und den Franzosen Alphonse Halimi.
Nach seinem Karriereende 1964 lebte er in Cagliari, zuletzt in wirtschaftlich einfachen Verhältnissen. 

### Titelkämpfe von Piero Rollo
| Jahr | Ort            | um den Titel                 | Gewichtsklasse | Ergebnis                                                                    |
| 1955 | Cagliari       | von Italien                  | Bantam         | Punktsieg nach 12 Runden über Roberto Spina                                 |
| 1957 | Varese         | von Italien                  | Bantam         | K.O.-Sieg in der 12. Runde über Giancarlo Dugini                            |
| 1958 | Cagliari       | von Europa (EBU) und Italien | Bantam         | Punktsieg nach 15 Runden über Mario D’Agata                                 |
| 1959 | Cagliari       | von Europa (EBU)             | Bantam         | unentschieden nach 15 Runden gegen Juan Cardenas, Spanien                   |
| 1959 | Cagliari       | von Europa (EBU)             | Bantam         | Disqualifikations-Sieg in der 5. Runde über Federico Scarponi, Italien      |
| 1959 | Wembley, UK    | von Europa (EBU)             | Bantam         | Punktniederlage nach 15 Runden gegen Freddie Gilroy, Vereinigtes Königreich |
| 1960 | Cagliari       | von Italien                  | Bantam         | Punktsieg nach 12 Runden über Mario Sitri                                   |
| 1960 | Turin          | von Italien                  | Bantam         | unentschieden nach 12 Runden gegen Ugo Milan                                |
| 1961 | Rio de Janeiro | der Welt (NBA)               | Bantam         | Abbruch-Niederlage in der 9. Runde gegen Éder Jofre, Brasilien              |
| 1961 | Cagliari       | von Europa (EBU)             | Bantam         | Punktniederlage nach 15 Runden gegen Pierre Cossemyns, Belgien              |
| 1962 | Brüssel        | von Europa (EBU)             | Bantam         | K.O.-Sieg in der 5. Runde über Pierre Cossemyns                             |
| 1962 | Tel Aviv       | von Europa (EBU)             | Bantam         | Punktniederlage nach 15 Runden gegen Alphonse Halimi, Frankreich            |
| 1962 | Cagliari       | von Europa (EBU)             | Bantam         | Punktsieg nach 15 Runden über Alphonse Halimi                               |
| 1963 | Madrid         | von Europa (EBU)             | Bantam         | Punktniederlage nach 15 Runden gegen Mimoun Ben Ali, Spanien                |

Erläuterungen
- EBU = Europäische Box-Union
- NBA = National Boxing-Association von Nordamerika
- Linksauslage = Führhand ist die linke und Schlaghand die rechte Hand
- UK = United Kingdom (Vereinigtes Königreich)